# Forêts d'altitude guinéennes
Localisation
Les forêts d'altitude guinéennes forment une écorégion du WWF de forêt de nuage située sur un massif montagneux entre la Côte d'Ivoire et la Guinée et sur des massifs du Libéria et de Sierra Leone. Cette écorégion est constituée de plusieurs zones non contigües, qui occupent des montagnes, des ballons et des hauts plateaux. Certaines zones, comme les monts Lomas et les Tingi en Sierra Leone, le mont Nimba sur la frontière guinéo-ivoirienne sont abruptes, d'autres comme le Fouta-Djalon en Guinée sont plus fortement érodées, cette dernière ayant pour point culminant un plateau à 1000 mètres d'altitude.
Le mont Bintumani dans les Loma est le plus haut sommet à l'ouest du mont Cameroun. Le large éventail d'altitude, la diversité géologique et des activités anthropiques diverses, ont donné lieu à de différentes associations végétales et animales. Cette écorégion regroupe 35 plantes endémiques et quinze petits vertébrés, certains ne vivant que sur leur montagne comme l'orchidée Rhipidoglossum paucifolium ou l'amphibien Nimbaphrynoides occidentalis sur le mont Nimba.
L'exploitation minière et agricole, basée sur le brûlis, les nombreux conflits armés constituent les principales menaces de cette écorégion.